# Mesochorus conjunctus
Mesochorus conjunctus là một loài tò vò trong họ Ichneumonidae.